# Orchestina mirabilis
Orchestina mirabilis är en spindelart som beskrevs av Michael Ilmari Saaristo och van Harten 2006. Orchestina mirabilis ingår i släktet Orchestina och familjen dansspindlar. Inga underarter finns listade i Catalogue of Life.